# Football Club Stade Nyonnais 2017-2018
Questa voce raccoglie le informazioni riguardanti il Football Club Stade Nyonnais nelle competizioni ufficiali della stagione 2017-2018.

## Stagione
Nella stagione 2017-2018 lo Stade Nyonnais, allenato da Oscar Londono, concluse il campionato di Promotion League al 2º posto.

## Rosa
| N. |                         | Ruolo | Calciatore         |
| -- | ----------------------- | ----- | ------------------ |
| 1  | Svizzera (bandiera)     | P     | Osni Mutombo       |
| 2  | Armenia (bandiera)      | C     | Hiraç Yagan        |
| 3  | Svizzera (bandiera)     | D     | Zlatko Hebib       |
| 4  | Svizzera (bandiera)     | D     | Guillaume Golay    |
| 5  | Francia (bandiera)      | D     | Ibrahim Tall       |
| 7  | Spagna (bandiera)       | C     | Antonio Moreno     |
| 8  | Francia (bandiera)      | C     | Hugo Fargues       |
| 9  | Svizzera (bandiera)     | A     | Karim Chentouf     |
| 10 | Svizzera (bandiera)     | C     | Fabrizio Zambrella |
| 11 | Svizzera (bandiera)     | A     | Sonny Kok          |
| 12 | Svizzera (bandiera)     | C     | Idriz Bega         |
| 13 | Portogallo (bandiera)   | D     | Marco Semedo       |
| 15 | Svizzera (bandiera)     | D     | Benoît Bryand      |
| 16 | RD del Congo (bandiera) | C     | Ridge Mobulu       |

| N. |                           | Ruolo | Calciatore       |
| -- | ------------------------- | ----- | ---------------- |
| 18 | Francia (bandiera)        | D     | Daniel Titié     |
| 19 | Svizzera (bandiera)       | C     | Florian Berisha  |
| 20 | Svizzera (bandiera)       | C     | Quentin Gaillard |
| 21 | Costa d'Avorio (bandiera) | C     | Ibrahima Camara  |
| 23 | Svizzera (bandiera)       | C     | Romain Dessarzin |
| 23 | Svizzera (bandiera)       | A     | Alex Schmidli    |
| 24 | Argentina (bandiera)      | D     | Gonzalo Paz      |
| 25 | Svizzera (bandiera)       | C     | Amir Ramadani    |
| 27 | Argentina (bandiera)      | C     | Nahuel Peralta   |
| 28 | Brasile (bandiera)        | A     | Patrick          |
| 30 | Portogallo (bandiera)     | P     | Barroca          |
|    | Svizzera (bandiera)       | P     | Julien Caillet   |
|    | Svizzera (bandiera)       | P     | Maxime Moinon    |
|    | Svizzera (bandiera)       | D     | Oliver Maric     |

## Organigramma societario
Area tecnica
- Allenatore: Oscar Londono
- Allenatore in seconda: Stéphane Guex
- Preparatore dei portieri:
- Preparatori atletici:

## Calciomercato

### Sessione estiva
| Acquisti | Acquisti             | Acquisti              | Acquisti |
| R.       | Nome                 | da                    | Modalità |
| -------- | -------------------- | --------------------- | -------- |
| C        | Ridge Mobulu         | Le Mont               |          |
| D        | Daniel Titié         | Le Mont               |          |
| A        | Benjamin Besnard     | Servette              |          |
| D        | Benoît Bryand        | Terre Sainte          |          |
| A        | Jordan Dalla Vecchia | FC Lausanne-Sport U21 |          |
| C        | Romain Dessarzin     | Winterthur            |          |
| C        | Hugo Fargues         | Servette              |          |
| D        | Zlatko Hebib         | Winterthur            |          |
| A        | Khalil Lambin        | Friburgo              |          |
| D        | Azad Odabasi         | Xamax Neuchâtel       |          |
| C        | Tibert Pont          | Servette              |          |
| D        | Ibrahim Tall         | Le Mont               |          |
| C        | Hiraç Yagan          | Servette              |          |
| C        | Fabrizio Zambrella   | Le Mont               |          |

| Cessioni | Cessioni         | Cessioni              | Cessioni |
| R.       | Nome             | a                     | Modalità |
| -------- | ---------------- | --------------------- | -------- |
| A        | Stipe Šimunac    | Bellinzona            |          |
| C        | Nikola Popara    | Budućnost             |          |
| P        | Julien Caillet   | FC La Sarraz-Eclépens |          |
| C        | Valérian Boillat | Köniz                 |          |
| A        | Maxime Daclinat  | Azzurri 90            |          |
| C        | Ruben Fernandez  | Étoile Carouge        |          |
| C        | Raffi Kaya       | Lancy                 |          |
| D        | Rony Santos      | SO Cholet             |          |

### Sessione invernale
| Acquisti | Acquisti        | Acquisti              | Acquisti |
| R.       | Nome            | da                    | Modalità |
| -------- | --------------- | --------------------- | -------- |
| C        | Florian Berisha | Servette              |          |
| P        | Julien Caillet  | FC La Sarraz-Eclépens |          |
| A        | Sonny Kok       | Stade Lausanne-Ouchy  |          |
| D        | Marco Semedo    | Juventude de Évora    |          |
| A        | Patrick         | Vila Nova             |          |
| D        | Gonzalo Paz     | Armenio               |          |
| C        | Nahuel Peralta  | Atlanta               |          |

| Cessioni | Cessioni          | Cessioni             | Cessioni |
| R.       | Nome              | a                    | Modalità |
| -------- | ----------------- | -------------------- | -------- |
| A        | Iñaki Fernandez   | Étoile Carouge       |          |
| D        | Azad Odabasi      | Stade Lausanne-Ouchy |          |
| A        | Alexandre Valente | Meyrin               |          |
| A        | Gentian Bunjaku   | Vevey United         |          |
| A        | Benjamin Besnard  | Étoile Carouge       |          |
| A        | Khalil Lambin     | Bavois               |          |
| C        | Tibert Pont       | Étoile Carouge       |          |

## Risultati

### Promotion League
| Arbitro: | Wolfensberger |

|                               |           |  |
| Valente 10’, 84’ Chentouf 29’ | Marcatori |  |

| Arbitro: | Huber |

|  |           |             |
|  | Marcatori | 81’ Bunjaku |

| Arbitro: | Roth |

|  |           |                        |
|  | Marcatori | 2’ Marazzi 30’ Tavares |

| Arbitro: | Brunner |

|                             |           |            |
| Rohner 54’ Zumberi 83’, 86’ | Marcatori | 34’ Moreno |

| Arbitro: | Dudic |

|                             |           |             |
| Chentouf 9’, 29’ Lambin 85’ | Marcatori | 25’ Alvarez |

| Arbitro: | Roth |

|              |           |                       |
| Abegglen 50’ | Marcatori | 37’ Tall 61’ Chentouf |

| Arbitro: | Piccolo |

|                                                                                        |           |  |
| Fargues 17’, 90’ Besnard 37’ Chentouf 60’ (rig.), 69’ (rig.) Bunjaku 83’ Dessarzin 90’ | Marcatori |  |

| Arbitro: | Huber |

|  |           |                          |
|  | Marcatori | 38’ Fargues 52’ Chentouf |

| Arbitro: | Jancevski |

|                               |           |              |
| Fargues 18’ Chentouf 44’, 58’ | Marcatori | 46’ Dätwyler |

| Arbitro: | Gianforte |

|             |           |  |
| Fargues 44’ | Marcatori |  |

| Arbitro: | Wolfensberger |

|            |           |  |
| Ciftci 76’ | Marcatori |  |

| Arbitro: | Rothenfluh |

|                     |           |              |
| Mobulu 69’ Tall 83’ | Marcatori | 79’ Manzambi |

| Arbitro: | Piccolo |

|  |           |             |
|  | Marcatori | 54’ Fargues |

| Arbitro: | Turkes |

|                         |           |               |
| Besnard 23’ Fargues 34’ | Marcatori | 6’, 68’ Pinga |

| Arbitro: | Hänggi |

|           |           |  |
| Adjei 68’ | Marcatori |  |

#### Girone di ritorno
| Arbitro: | Cibelli |

|                  |           |                                           |
| Bavueza 44’, 58’ | Marcatori | 4’, 7’ Chentouf 9’ Gaillard 90’ Zambrella |

| Arbitro: | Jancevski |

|                               |           |                       |
| Chentouf 18’ Fargues 66’, 75’ | Marcatori | 30’ Akbulut 71’ Asani |

| Arbitro: | Turkes |

|                  |           |                           |
| Cissé 72’ (rig.) | Marcatori | 9’ Zambrella 39’ Chentouf |

| Arbitro: | Roth |

|                                         |           |                  |
| Hebib 18’ Fargues 33’, 60’ Chentouf 58’ | Marcatori | 13’, 20’ Dalvand |

| Arbitro: | Rothenfluh |

|             |           |  |
| Pimenta 79’ | Marcatori |  |

| Arbitro: | Huber |

|                                        |           |                |
| Mobulu 13’ Chentouf 53’ (rig.) Kok 84’ | Marcatori | 38’ Holenstein |

| Arbitro: | Hänggi |

|  |           |                     |
|  | Marcatori | 38’ (rig.) Chentouf |

| Arbitro: | von Mandach |

|            |           |                                  |
| Mobulu 18’ | Marcatori | 63’ (rig.) Ramadani 73’ Chihadeh |

| Cham 14 aprile 2018, ore 16:00 CEST 24ª giornata | Cham   | 0 – 0 referto | Stade Nyonnais | Stadio Eizmoos (400 spett.)\| Arbitro: \| Rosset \| |
| Arbitro:                                         | Rosset |               |                |                                                     |

| Arbitro: | Schärli |

|                   |           |                    |
| Yılmaz 18’ (rig.) | Marcatori | 6’ Peralta 31’ Kok |

| Arbitro: | Staubli |

|                                                      |           |                  |
| Tall 10’ Fargues 20’, 22’ Kok 54’ Patrick 81’ (rig.) | Marcatori | 78’ (rig.) Colic |

| Arbitro: | Ovcharov |

|                     |           |                               |
| Pululu 9’, 13’, 52’ | Marcatori | 18’ Kok 32’ Hebib 89’ Fargues |

| Arbitro: | Ljatifi |

|                      |           |                       |
| Tall 70’ Fargues 83’ | Marcatori | 20’ Causi 44’ Villano |

| Arbitro: | Dégallier |

|          |           |                             |
| M'Sa 23’ | Marcatori | 10’ Tall 63’ Mobulu 87’ Kok |

| Arbitro: | Gianforte |

|                                   |           |           |
| Kok 33’ (rig.), 38’ Zambrella 35’ | Marcatori | 11’ Kasaï |

## Statistiche

### Statistiche di squadra
| Competizione     | Punti | In casa | In casa | In casa | In casa | In casa | In casa | In trasferta | In trasferta | In trasferta | In trasferta | In trasferta | In trasferta | Totale | Totale | Totale | Totale | Totale | Totale | DR  |
| Competizione     | Punti | G       | V       | N       | P       | Gf      | Gs      | G            | V            | N            | P            | Gf           | Gs           | G      | V      | N      | P      | Gf     | Gs     | DR  |
| ---------------- | ----- | ------- | ------- | ------- | ------- | ------- | ------- | ------------ | ------------ | ------------ | ------------ | ------------ | ------------ | ------ | ------ | ------ | ------ | ------ | ------ | --- |
| Promotion League | 64    | 15      | 11      | 2       | 2       | 42      | 18      | 15           | 9            | 2            | 4            | 22           | 15           | 30     | 20     | 4      | 6      | 64     | 33     | +31 |
| Totale           | 64    | 15      | 11      | 2       | 2       | 42      | 18      | 15           | 9            | 2            | 4            | 22           | 15           | 30     | 20     | 4      | 6      | 64     | 33     | +31 |

### Andamento in campionato
| Giornata  | 1 | 2 | 3 | 4 | 5 | 6 | 7 | 8 | 9 | 10 | 11 | 12 | 13 | 14 | 15 | 16 | 17 | 18 | 19 | 20 | 21 | 22 | 23 | 24 | 25 | 26 | 27 | 28 | 29 | 30 |
| --------- | - | - | - | - | - | - | - | - | - | -- | -- | -- | -- | -- | -- | -- | -- | -- | -- | -- | -- | -- | -- | -- | -- | -- | -- | -- | -- | -- |
| Luogo     | C | T | C | T | C | T | C | T | C | C  | T  | C  | T  | C  | T  | T  | C  | T  | C  | T  | C  | T  | C  | T  | T  | C  | T  | C  | T  | C  |
| Risultato | V | V | P | P | V | V | V | V | V | V  | P  | V  | V  | N  | P  | V  | V  | V  | V  | P  | V  | V  | P  | N  | V  | V  | N  | N  | V  | V  |
| Posizione | 1 | 2 | 3 | 6 | 4 | 3 | 2 | 2 | 2 | 2  | 2  | 2  | 1  | 2  | 2  | 2  | 2  | 1  | 1  | 1  | 1  | 1  | 1  | 2  | 2  | 2  | 2  | 2  | 2  | 2  |

Legenda:

Luogo: C = Casa; T = Trasferta. Risultato: V = Vittoria; N = Pareggio; P = Sconfitta.

### Statistiche dei giocatori
| J. Barroca   | 29 | 0  | 0 | 0 |
| I. Bega      | 6  | 0  | 0 | 0 |
| F. Berisha   | 2  | 0  | 0 | 0 |
| B. Besnard   | 12 | 2  | 4 | 1 |
| B. Bryand    | 14 | 0  | 0 | 0 |
| G. Bunjaku   | 11 | 2  | 1 | 0 |
| J. Caillet   | 0  | 0  | 0 | 0 |
| I. Camara    | 10 | 0  | 2 | 0 |
| K. Chentouf  | 22 | 16 | 5 | 0 |
| R. Dessarzin | 26 | 1  | 6 | 0 |
| H. Fargues   | 26 | 15 | 8 | 0 |
| Q. Gaillard  | 21 | 1  | 5 | 0 |
| G. Golay     | 6  | 0  | 2 | 0 |
| Z. Hebib     | 29 | 2  | 3 | 0 |
| S. Kok       | 12 | 7  | 3 | 0 |
| K. Lambin    | 4  | 1  | 0 | 0 |
| O. Maric     | 0  | 0  | 0 | 0 |
| R. Mobulu    | 19 | 4  | 2 | 0 |
| M. Moinon    | 0  | 0  | 0 | 0 |
| A. Moreno    | 22 | 1  | 3 | 0 |
| O. Mutombo   | 1  | 0  | 0 | 0 |
| A. Odabasi   | 5  | 0  | 2 | 0 |
| P. Patrick   | 12 | 1  | 1 | 0 |
| G. Paz       | 10 | 0  | 7 | 0 |
| N. Peralta   | 8  | 1  | 1 | 0 |
| T. Pont      | 8  | 0  | 0 | 0 |
| A. Ramadani  | 0  | 0  | 0 | 0 |
| A. Schmidli  | 0  | 0  | 0 | 0 |
| M. Semedo    | 5  | 0  | 0 | 1 |
| I. Tall      | 26 | 5  | 6 | 0 |
| D. Titié     | 12 | 0  | 1 | 0 |
| A. Valente   | 9  | 2  | 1 | 0 |
| H. Yagan     | 26 | 0  | 3 | 1 |
| F. Zambrella | 26 | 3  | 9 | 1 |